# الغول (فرع العدين)

تعديل مصدري - تعديل

الغول هي إحدى قرى عزلة الأخماس بمديرية فرع العدين التابعة لمحافظة إب، بلغ تعداد سكانها 1971 نسمة حسب تعداد اليمن لعام 2004.